# Asang Laoly
Thiếu tướng Asang Laoly là một chính trị gia người Lào và là thành viên của Đảng Nhân dân Cách mạng Lào. Ông sinh năm 1938 tại tỉnh Phongsaly trong một gia đình dân tộc Akha. Năm 2008, ông là Phó Thủ tướng Chính phủ thứ nhất của Lào.